# Ю, Кристофер (шахматист)
Кри́стофер Ву́джин Ю (англ. Christopher Woojin Yoo; род. 19 декабря 2006, Фримонт, Калифорния) — американский шахматист, гроссмейстер (2022).

## Карьера
В марте-апреле 2018 года стал чемпионом IM Norm Invitational 2018 в Шарлотте.
В феврале 2019 года стал самым молодым международным мастером в Северной Америке (в том же году его рекорд побил Абхиманью Мишра).
В 2020 году с отрывом в 1½ очка выиграл чемпионат США среди кадетов до 16 лет.
В мае разделил 1-е место с Петером Прохаской на CCCSA GM Norm Invitational с перфомансом 2600, заработав первую норму гроссмейстера. В сентябре выиграл CCCSA GM Norm Invitational с перфомансом 2620, заработав свою вторую норму гроссмейстера. В ноябре разделил 3-15 места на US Masters 2021 с перфомансом 2604, заработав последнюю норму. В декабре разделил 1-6 места на Charlotte Open 2021 с перфомансом 2603, заработав ещё одну.
В ноябре также стал призёром SPICE Cup Open 2021 (2-4 места).
На чемпионате США 2022 чёрными выиграл у Уэсли Со. В июле выиграл чемпионат США среди юниоров с результатом 7 из 9, опередив Эндрю Хонга на 1 очко. В ноябре разделил 1-е место на US Masters 2022 с перфомансом 2653. Он выиграл тай-брейк со счётом 2-0 у Алехандро Рамиреса со счетом 2-0 и стал чемпионом. Сыграл в чемпионате мира по рапиду и блицу 2022 (рапид — 51-е место, +5-3=5; блиц — 41-е место, +10-7=4).
В апреле 2023 года разделил 2-5 места на Saint Louis Super Swiss. В апреле 2024 года на сильном GRENKE Chess Open 2024 занял 13-е место.
В июле 2024 года выиграл чемпионат США среди юниоров с результатом 7 из 9 (+5-0=4) и перфомансом 2678.

## Известные партии
В 2019 году Кристофер Ю выиграл у Ле Куанг Льема. Сначала он пожертвовал фигуру ради атаки, а затем получил выгодный для себя ладейно-коневой эндшпиль с одной лишней и двумя проходными пешками.
[Event "1 партия"] [Site "Нью-Йорк"] [Date "11.11.2016"] [White "Кристофер Ю"] [Black "Ле Куанг Льем"]
[Result "1/2-1/2"] [ECO "A45"] [WhiteElo "2853"] [BlackElo "2772"] [PlyCount "84"] [EventDate "11.11.2016"] [Round "1"] [EventType "match"] [EventCountry "USA"] [Event "Bay Area Int Open 2019"]
[Site "Burlingame USA"]
[Date "2019.01.03"]
[Round "3.8"]
[White "Yoo, Christopher Woojin"]
[Black "Le Quang Liem"]
[Result "1-0"]
[WhiteElo "2388"]
[BlackElo "2714"]
[Variant "Standard"]
[TimeControl "-"]
[ECO "B13"]
[Opening "Caro-Kann Defense: Exchange Variation"]
[Termination "Normal"]
[Annotator "lichess.org"]
1. e4 c6 2. d4 d5 3. exd5 cxd5 4. Nf3 Nc6 { B13 Caro-Kann Defense: Exchange Variation } 5. Bb5 e6 6. c4 dxc4 7. O-O Bd6 8. Nc3 Ne7 9. Bg5 O-O 10. Bxc4 b6 11. a3 Bb7 12. Re1 Rc8 13. Ba2 h6 14. Bh4 Qd7 15. d5 exd5 16. Nxd5 Nxd5 17. Bxd5 Rfe8 18. Rxe8+ Rxe8 19. Kh1 g5 20. Bxg5 hxg5 21. Nxg5 Nd8 22. Bxb7 Nxb7 23. Qd3 Kf8 24. Qd4 Re5 25. f4 Qg4 26. Rd1 Re2 27. Nh7+ Ke7 28. Qf6+ Kd7 29. Qxd6+ Nxd6 30. Nf6+ Ke6 31. Nxg4 Rxb2 32. Ne3 Re2 33. Nd5 Nc4 34. h4 Kf5 35. h5 Re6 36. Rc1 Nd6 37. Kg1 Kg4 38. Rc7 a5 39. Rc6 b5 40. Nc7 Re7 41. h6 Nf5 42. h7 Re1+ 43. Kf2 Rh1 44. Nd5 Ng3 45. Rc8 Ne4+ 46. Ke3 Rxh7 47. Kxe4 Rh6 48. Ne3+ { Black resigns. } 1-0